# Hasse Poulsen
Hasse Poulsen est un compositeur, chanteur, et guitariste danois de jazz et de musique improvisée né à Copenhague en 1965. Installé à Paris depuis 1997, il est devenu un musicien important de la scène musicale parisienne.

## Biographie
Hasse Poulsen étudie la musique à l'Académie royale danoise de musique de Copenhague, d'où il sort diplômé en 1990. Il passe l'année 1985 au Berklee College of Music à Boston. Il étudie la composition avec Bent Sørensen de 1988 à 1990. Il s'installe à Paris en 1997, où il collabore avec de nombreux musiciens français, notamment Louis Sclavis, Hélène Labarrière, Vincent Courtois, Guillaume Orti et Stéphane Payen.
Il est membre du trio Das Kapital avec Daniel Erdmann et Edward Perraud depuis 2002.
Duo avec Henrik Simon Simonse depuis 2022 avec leurs nouveau album "The Parsonage Melodies" sorie en 2022.
Duo avec Thomas Fryland avec leurs album "Dream a World" sortie en 2021.

## Compositions
- Ennui, Musik für eine Diashow von Åse Steensen, 1987
- Oci T'sen für Bigband, 1990
- 4 Vignetter for strygekvartet, 1991
- Oi, Paquito für Streichquartett, 1992
- Mellem Virkelighed für Stimme, Cello, Gitarre und Schlagzeug, 1992
- Musik zu Esa Alannes dance performance A Mad Man's Diary (gemeinsam mit Lars Juul), 1993
- Filmmusik zu Wadt Thomsens Nedenunder, 1994
- Bearbeitung von Beethovens 5. Sinfonie für Gitarrentrio, 1998
- Fünf isländische Lieder (aufgenommen von Nina Bjørk Eliasson 1999)
- Musik zum Stück Den Dobbelte troløshed am Grønnegaards Teatret in Kopenhagen, 1999
- Musik zum Stück L'Ombre von Hommes de Terre, 2000
- Cinema Scandinave, 2005
- Dance Danes, pour contrebasse et ensemble de percussions, 2007

## Discographie

### Leader ou co-leader
- Infinite Blueness, (avec Lotte Anker et Peter Friis Nielsen), Av-Art, 1995
- Copenhagen (avec Peter Friis Nielsen et Louis Moholo), Av-Art, 1998
- And We Also Caught a Fish (avec Fredrik Søegaard), Leo Records, 2005
- SPEEQ : OR – live in Strasbourg, 2007
- L'Art abstrait n'a pas dit son dernier mot, Quark Records, 2008
- Progressive Patriots, Das Kapital Records, 2010
- Sanders, Poulsen, Dunmall: Asunder Kilogram records 2012
- His Life and Sayings (avec Paul Dunmall, Phil Gibbs, Mark Sanders), FMR Records, 2012
- We Are All Americans, Das Kapital Records, 2012
- Colors In Water And Steel (avec Richard Bonnet), Hôte Marge, 2013
- The Man They Call Ass Sings Until Everything Is Sold, Das Kapital Records 2014[4]
- Hasse Poulsen – Tom Rainey: Open Fist, Becoq Records, 2015
- Hasse Poulsen : Langston Project, Das Kapital records, 2015
- Hélène Labarrière - Hasse Poulsen BUSKING  inna+ records, 2016
- Hasse Poulsen - Fabien Duscombs, Free Folks, Das Kapital records, 2017
- Peter Corser - Johan Dalgaard - Hasse Poulsen, SighFire, Das Kapital records, 2018
- Jean-Jacques Birgé, Hasse Poulsen, Wassim Halal, La révolte des carrés, GRRR, 2019
- Hasse Poulsen : Not Married Anymore Das Kapital records, 2019
- Hasse Poulsen - Fredrik Lundin – Tomasz Dąbrowski, Unknown Winter, BMC, 2024

Avec Das Kapital :
- Collectors Series n°1, 2004
- Das Kapital & Sons, 2005
- All Gods Have Children, 2006

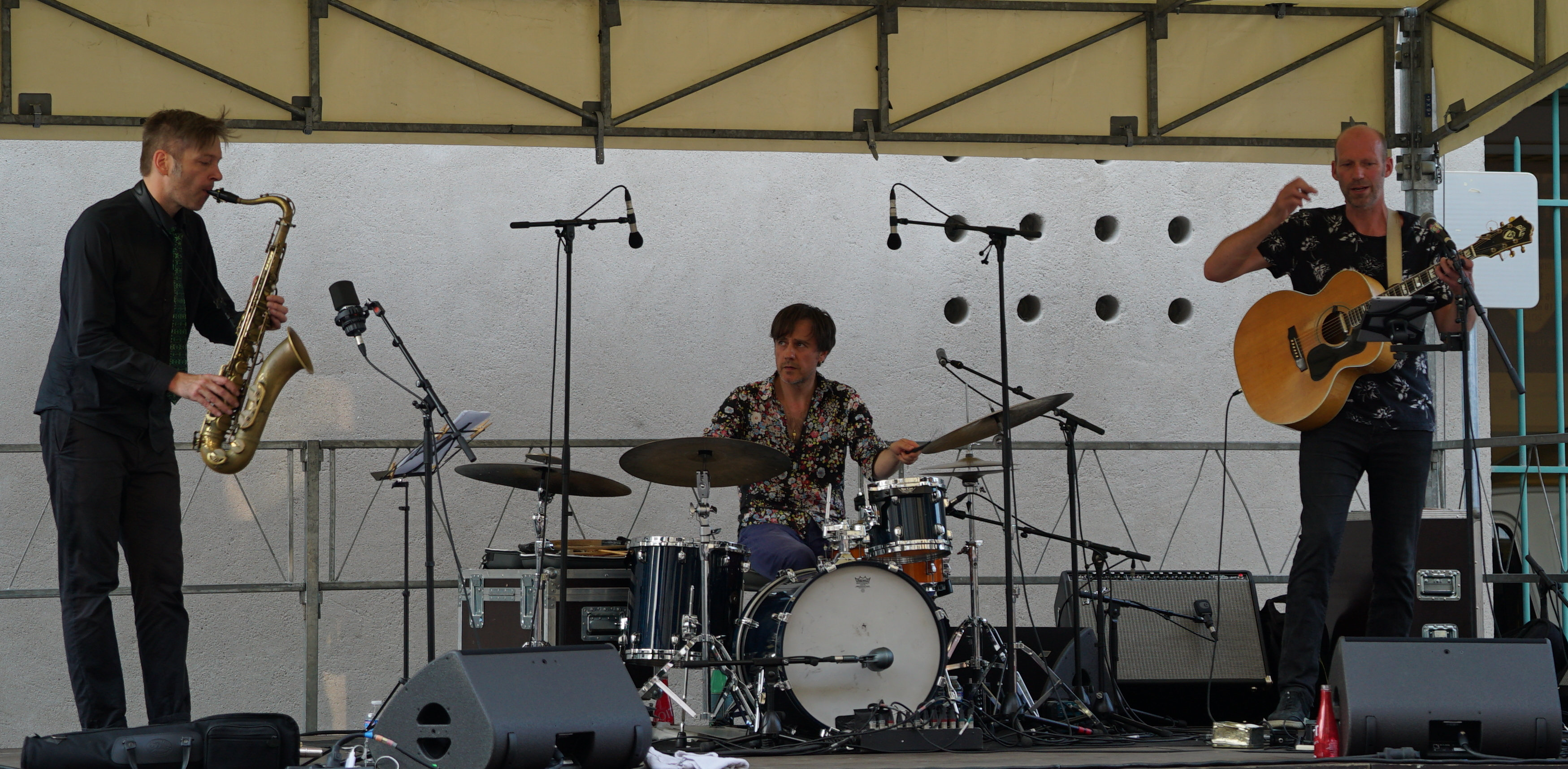
avec Das Kapital.

- Ballads & Barricades, Das Kapital Records, 2008
- Wonderland on Tour (DVD) AIR/Jazzwerkstatt 2009
- Conflicts & Conclusions , Das Kapital Records, 2011
- Das Kapital Loves Christmas!, 2012
- Das Kapital : Kind of Red, Label Bleu 2015 (LP 2016)
- Das Kapital + Royal Symphonic Wind Orchestre Vooruit: EISLER EXPLOSION  Das Kapital records 2016

Avec Sound of Choice
- Triple Exposure, 1993
- Sound of Choice, Av-Art, 1995
- Dynamics, 1998
- Back Street Theatre, 2001
- Invisible Correspondance, Abalone Productions, 2006
- Rugby in Japan, 2006
- Hippies With Money 2011

Avec Klakki
- Sortner Du Sky , Av-Art, 1995
- Í Kjól Úr Vatni (In A Gown Of Water), Tutl, 1999
- Lemon River, Tutl, 2003

### Sideman
- Emmanuel Rahim : Harlem, 1988
- 49° Nord : Animal Language, 2000
- Sound Kitchen : Pass me the Wine, 2001
- Joëlle Léandre : C'est Ça, Red Toucan Records, 2001
- 49° Nord : Tentacles, 2003
- Louis Sclavis : Napoli's Walls, 2005
- Louis Sclavis : La Moitié du Monde, 2008
- Hélène Labarrière Quartet : Les Temps Changent, 2008
- Hélène Labarrière : Désordres, 2013
- Alessio Ricci : Nishubar  Unorthodox Recordings 2014
- Das Kaff : Abstract Elastic Being Meta records  2015
- Jean-Jacques Birgé : Pique-nique au labo, GRRR 2020